# Bradley Pinion
Bradley Pinion (Concord, Carolina del Norte, 1 de junio de 1994) es un jugador profesional estadounidense de fútbol americano que se desempeña en la posición de punter en Atlanta Falcons, equipo de la National Football League (NFL).

## Carrera
Fue seleccionado en la quinta ronda en la Reunión Anual de Selección de Jugadores de la NFL de 2015. Hizo su debut profesional con el equipo San Francisco 49ers, en el cual jugó cuatro temporadas (2015-2019), después pasó a Tampa Bay Buccaneers (2019-2022), luego a Atlanta Falcons, donde lleva jugando dos temporadas.